# Grupello Verlag
51°14′35″ с. ш. 6°46′33″ в. д.

Grupello Verlag (рус. Издательство «Групелло») — компания, основанная в Дюссельдорфе в 1990 году. 
Учредителем издательства являются Бруно Керайн, до 1990 года работавший в берлинском издательстве «Обербаум» (Oberbaum Verlag), и Клаус Вагенбах, основатель берлинского издательства Klaus Wagenbach Verlag. Издательство названо в честь фламандского скульптора Габриэля де Групелло, автора пямятнику курфюрсту Иоганну Вильгельму, установленному на центральной площади Дюссельдорфа перед зданием ратуши.
Девизом издательства, специализирующегося на качественно оформленных справочных книгах и художественной литературе, является фраза Das Auge liest mit — schöne Bücher für kluge Leser! («Глаз читает - прекрасные книги для умных читателей!»). План издательства включает краеведческие книги, научные издания и художественную литературу, а также каталоги международных выставок (например для выставки в музее садово-паркового искусства в Бенрате). С 2005 года издательство также издаёт карточки-викторины по городам и регионам Германии.
Издательство сотрудничало и сотрудничает с такими авторами, как Хайнц Чеховски (Heinz Czechowski), Невфел Кумарт (Nevfel Cumart), Кай Мецгер (Kai Metzger), Иоахим Шталлеккер (Joachim Stallecker), Иоахим Клингер (Joachim Klinger), Татьяна Куштевская.
В планах издательства существенную роль играют переводные издания, в том числе русских писателей и поэтов. Среди изданных русских писателей — Владимир Маяковский в переводе Ниоты Тун (Nyota Thun), Анна Ахматова и сказки Александра Пушкина в переводе Александра Ницберга.